# Cryptandra wilsonii
Cryptandra wilsonii là một loài thực vật có hoa trong họ Táo. Loài này được Rye mô tả khoa học đầu tiên năm 1995.